# Rue des Boulets (metropolitana di Parigi)
Rue des Boulets è una stazione della linea 9 della metropolitana di Parigi.

## La stazione

### Storia
La stazione fu aperta nel 1933

### Storia del nome
Originariamente chiamata Rue des Boulets - Rue de Montreuil, divenne poi Boulets - Montreuil. La stazione non prese il suo attuale nome fino al 1998.
La Rue des Boulets era già nota nel 1672, è una sezione del Cammino di Saint-Denis Saint-Maur.

### Accessi
1, Cité Voltaire: 230, boulevard Voltaire
2, Rue des Boulets: 209, boulevard Voltaire (angolo con 42, rue des Boulets)
3, Boulevard Voltaire: 232, boulevard Voltaire

## Corrispondenze
- Bus RATP: 56.